# انجمن جهانی اسپرانتیست‌های گیاه‌خوار

نشان انجمن جهانی اسپرانتیستهای گیاه‌خوار. شعار این انجمن در زیر آن به زبان اسپرانتو نوشته شده‌است: Vivu kaj lasu vivi (به معنی: زندگی کن و بگذار زندگی کنند)

انجمن جهانی اسپرانتیست‌های گیاه‌خوار (به اسپرانتو: Tutmonda Esperantista Vegetarana Asocio, TEVA)، انجمنی متشکل از اسپرانتیستهای گیاه‌خوار است. این انجمن در سال ۱۹۰۸ میلادی در آلمان پایه‌گذاری شد و قدیمی‌ترین انجمن گیاه‌خواری در جهان است، که هنوز نیز فعال می‌باشد. لئو تولستوی نویسندهٔ شهیر روسیه، که از حامیان بزرگ زبان بین‌المللی اسپرانتو بود، پرزیدنت افتخاری این انجمن در بدو تأسیس آن شد. زبان کاری این انجمن، زبان فراساخته‌ی اسپرانتو است.
این انجمن از سال ۱۹۱۴ تا ۱۹۳۲، نشریه‌ای با نام وِگِتارانو (به اسپرانتو: Vegetarano) (به معنی گیاه‌خوار) منتشر می‌کرد، که انتشار آن از سال ۲۰۰۹ با نام اِسپِرانتیستا وِگِتارانو (به اسپرانتو: Esperantista Vegetarano) (به معنی گیاه‌خوار اسپرانتیست) دوباره شروع شد؛ همچنین از سال ۲۰۰۵ ایمیل‌های گروهی نیز در گروه‌های یاهو منتشر کرده‌است.

## رابطهٔ بین اسپرانتو و گیاه‌خواری
سازنده و مبدع زبان اسپرانتو، دکتر لودویک زامنهوف (۱۹۱۷–۱۸۵۹) در آغازین سال‌های انتشار کتاب اول، چندین مقاله در مورد خوبی‌های گیاه‌خواری به زبان اسپرانتو نگاشت و منتشر نمود. سندهای موجود میان اعضای انجمن اسپرانتوی انگلستان (۱۹۶۸) و انجمن اسپرانتوی آلمان (۱۹۹۲) نشان می‌دهند که درصد افراد گیاه‌خوار در بین اسپرانتیستها به‌مراتب بیشتر از غیراسپرانتیست‌ها است. پیتر فورستر، نویسنده کتاب جنبش اسپرانتو بیان کرده‌است، که رابطه‌ای مستقیم میان گیاه‌خواری و صلح‌جویی، و در نتیجه بین گیاه‌خواری و اسپرانتو وجود دارد.